# Suzuka (manga)
Suzuka (涼風 (Lương Phong)) là một bộ manga Nhật Bản được viết và minh họa bởi Seo Kouji. Suzuka được đăng trên Tạp chí Weekly Shounen Magazine xuất bản bởi Kodansha. Nó được chuyển thể thành 26 tập phim anime và được phát sóng trên TV Tokyo của Nhật Bản từ ngày 06 tháng 7 năm 2005 đến ngày 28 tháng 12 năm 2005.

## Nhân vật
Do sở thích và ý tưởng của tác giả, mà tên các nhân vật đã được bắt nguồn từ những cầu thủ Hiroshima Toyo Carp qua các thời kỳ, tên hạm đội và các tướng lĩnh thời chiến quốc.

### Nhân vật chính
Akitsuki Yamato (秋月 大和)
Lồng tiếng bởi: Nakamaru Daisuke
Asahina Suzuka (朝比奈 涼風) / Akitsuki Suzuka (秋月 涼風)
Lồng tiếng bởi: Mitsuhashi Kanako

### Người thân

#### Nhà Akitsuki
Akitsuki Hatsuko (秋月 初子)
Akitsuki Yoshio (秋月 良夫)
Akitsuki Kotono (秋月 琴乃)
Akitsuki Rie (秋月 理恵)
Lồng tiếng bởi: Mana
Akitsuki Hirakazu (秋月 平和)
Akitsuki Fuuka (秋月 風夏)

#### Nhà Asahina
Cha của Suzuka (tên tạm thời)
Asahina Suzue (朝比奈 涼恵)
Asahina Suzune (朝比奈 涼音)
Lồng tiếng bởi: Tominaga Miina

### Trường trung học Aoba

#### Bạn bè
Sakurai Honoka (桜井 萌果)
Lồng tiếng bởi: Hosono Yumiko
Hattori Yasunobu (服部 安信)
Lồng tiếng bởi: Ooyama Takanori

#### Câu lạc bộ điền kinh
Hashiba Miki (羽柴 美紀)
Lồng tiếng bởi: Hosokawa Seika
Kinugasa Tetsuhito (衣笠 鉄人)
Lồng tiếng bởi: Kawahara Yoshihisa
Miyamoto Souichi (宮本 総一)
Lồng tiếng bởi: Maeda Takeshi
Kobayakawa Kenji (小早川 健二)
Lồng tiếng bởi: Naitou Ryou
Sasaki Kazuyuki (佐々木 一行)
Kusakabe Tsuyoshi (日下部 剛)

### Heights Asahiyu

#### Nhà Fujikawa
Fujikawa Miho (藤川 美穂)
Lồng tiếng bởi: Akesaka Satomi
Fujikawa Ayano (藤川 綾乃)
Lồng tiếng bởi: Kaida Yuki
Goro-chan (ゴロちゃん)
Lồng tiếng bởi: Ishibashi Mika

### Liên quan đến câu lạc bộ điền kinh
Tsuda Kazuki (津田 和輝)
Lồng tiếng bởi: Miyano Mamoru
Emerson Arima (エメルソン ありま)
Lồng tiếng bởi: Hirano Takahiro
Sasaoka Hiroshi (佐々岡 浩志)

### Khác
Saotome Yuuka (早乙女 優花)
Lồng tiếng bởi: Suzuki Masami
Matsumoto Megumi (松本 恵美)
Lồng tiếng bởi: Miura Hatsumi
Shirakawa Nana (白川 奈々)
Lồng tiếng bởi: Kitaura Michie
Amami Yui (天見 結衣)
Asai Saki (浅井 咲希)
Ezaki Rinko (江崎 倫子)

## Truyền thông

### Manga phần tiếp theo
Vào tháng 2 năm 2014, một manga phần tiếp tiếp theo của Suzuka được phát hành dưới tên Fuuka. Nội dung của manga xoay quanh Haruna Yuu, một cậu học sinh 15 tuổi cô độc một mình và người bạn duy nhất là ở trên Twitter. Sau khi chuyển đến sống cùng ba người chị em của mình, Yuu đã gặp Fuuka, một cô gái học cùng trường (Fuuka là con gái của Yamato và Suzuka). Lúc đầu Fuuka gọi Yuu là tên biến thái do một sự cố hài hước trong lần gặp đầu tiên của hai người. Rồi sau đó Yuu biết Fuuka có ước mơ là thành lập một ban nhạc và hai người trở thành bạn rồi thành người yêu. Tuy nhiên một tai nạn đáng tiếc đã xảy ra ngay khi Yuu và nhóm bạn của mình bắt đầu tạo nên một huyền thoại mới.

### Light Novel
Vào ngày 17 tháng 5 năm 2007, một tiểu thuyết của Suzuka đã được Nhà xuất bản Kodansha phát hành dưới nhãn "KC Novel". Nội dung của tiếu thuyết bao gồm ba truyện ngắn được viết bởi nhà văn Ayuna Fujisaki và được minh họa bởi mangaka Seo Kouji.